# Jo’aw Benjamini

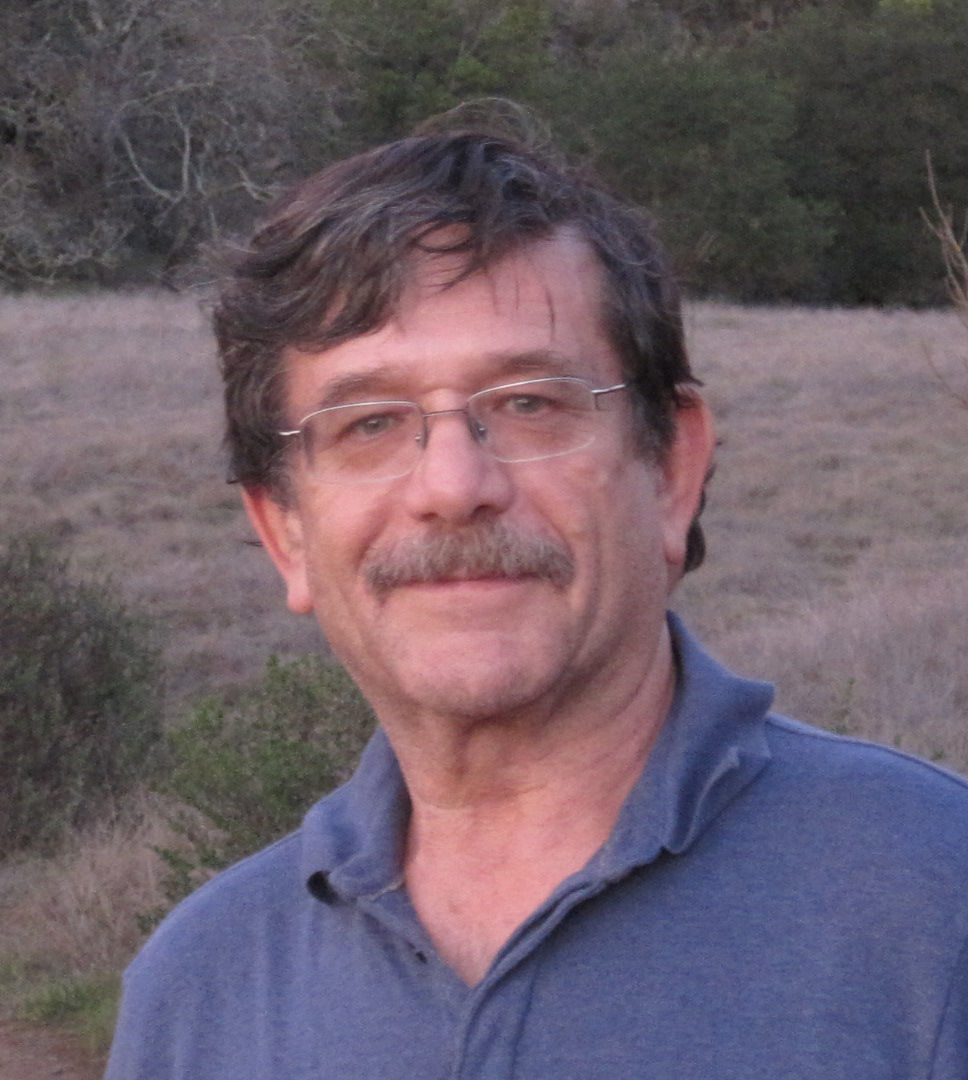
Jo’aw Benjamini

Jo’aw Benjamini (hebr. יואב בנימיני, ang. Yoav Benjamini, ur. 1949) – izraelski statystyk, profesor Uniwersytetu w Tel Awiwie. W swojej pracy naukowej zajmuje się głównie problemem porównań wielokrotnych. Współtworzył współczynnik fałszywych odkryć, procedurę Benjaminiego-Hochberga oraz procedurę Benjaminiego-Yekuteliego.